# Setto (Benin)
Setto è un arrondissement del Benin situato nella città di Djidja (dipartimento di Zou) con 9.910 abitanti (dato 2006).